# Per Magnusson
Per Magnusson (Estocolmo, 30 de maio de 1969) é um compositor e produtor musical sueco. Sua carreira na produção musical adquiriu popularidade em 1994, quando ingressou no Cheiron Studios, onde trabalhou com diversos artistas pop populares, incluindo Boyzone, Britney Spears, Westlife e Backstreet Boys. Logo após o Cheiron Studios ter decidido encerrar suas atividades em 2000, Per, juntamente com David Kreuger, formaram A Side Productions, lhes proporcionando continuar a escrever e produzir canções para artistas como Il Divo, Céline Dion, Josh Groban, Shayne Ward, Paul Potts, entre outros.
Até o momento, Per possui seis singles escritos ou compostos por ele, que atingiram o topo da parada de singles do Reino Unido.

## Carreira

### 1994–2000: Primeiros trabalhos e entrada no Cheiron Studios
Em 1994, Per Magnusson contribuiu no álbum da artista sueca Jennifer Brown, chamado Giving You the Best. Além de participar como músico, Per produziu a faixa "Take a Piece of My Heart", que também foi lançada como um single. Durante o período, se encontrou com David Kreuger, que trabalhou na cena de DJ em Estocolmo. Eles começaram a colaborar e continuaram produzindo e escrevendo canções como um time desde então.
Mais tarde, Per juntamente com Kreuger, ingressaram no Cheiron Studios, depois de tocar uma de suas canções para o fundador do local e também produtor musical Denniz Pop. Com isso, Per passou a trabalhar com uma grande variedade de artistas nos próximos dois anos. O maior destaque da dupla na composição se deu em 1998, quando Per e Kreuger, escreveram e produziram a canção "Will Be Yours" para o terceiro álbum consecutivo número 1 do grupo irlandês Boyzone no Reino Unido, intitulado Where We Belong.
Ainda no mesmo ano, o Cheiron Studios começou a trabalhar em canções para o álbum de estreia da cantora estadunidense Britney Spears. Per e Kreuger produziram o segundo single de Spears, "Sometimes", e o terceiro, "(You Drive Me) Crazy", que eles co-escreveram com Max Martin e Jörgen Elofsson. Ambos os singles atingiram êxito mundial. O álbum ...Baby One More Time foi lançado nos Estados Unidos em janeiro de 1999 e atingiu o topo da parada Billboard 200, onde permaneceu seis semanas seguidas. 
Juntos, Per e Kreuger também trabalharam com Spears em seu segundo álbum de estúdio, Oops!... I Did It Again, co-escrevendo e co-produzindo "What U See (Is What U Get)" e produzindo "Girl in the Mirror". O álbum foi lançado em maio de 2000 e, igualmente como o primeiro, alcançou o primeiro lugar nos Estados Unidos. Êxitos no UK Singles Chart, de Per e Kreuger logo se seguiu, quando a dupla co-escreveu e produziu três canções do álbum de estreia autointitulado do grupo irlandês Westlife. "If I Let You Go" foi lançado em agosto de 1999, como o segundo single do grupo, lhe rendendo a posição de número um, tornando-se a primeira canção a atingir o topo da parada do Reino Unido de Per e Kreuger no Reino Unido. "Fool Again", lançado em março de 2000, como o quinto single retirado do mesmo álbum, tornou-se o segundo número um da dupla em menos de sete meses.
Em novembro de 2000, dois álbuns contendo material composto por Per e Kreuger foram lançados, sendo o primeiro do Westlife, de nome Coast to Coast, contendo 5 canções escritas e/ou produzidas pela dupla. O que incluiu seu primeiro single "My Love", que atingiu o topo da parada UK Singles Chart. Além deste lançamento, a dupla figurou como produtores das faixas "It's True" e "The Answer to Our Life", do quarto álbum de estúdio do grupo estadunidense Backstreet Boys, nomeado como Black & Blue. O álbum tornou-se outro grande êxito comercial internacional do grupo, vendendo mais de 12 milhões de cópias. Estas colaborações de Per e Kreuger, acabaram por ser as últimas pelo Cheiros Studios, que apesar da intensa popularidade desfrutada durante o período, decidiu encerrar suas atividades no fim de 2000, levando a equipe de produtores/compositores a seguirem caminhos separados. 

### 2001–2005: Formação da A Side Productions e produção musical para artistas estreantes
Logo após o fechamento do Cheiron Studios, Per e Kreuger formaram, A Side Productions, sua própria produtora. Localizada no centro de Estocolmo, a dupla logo embarcou em vários projetos musicais, inclusive trabalhando no próximo terceiro álbum de estúdio do Westlife, World of Our Own. Juntos, eles co-escreveram e produziram quatro canções inseridas no álbum. Lançado no Reino Unido em novembro de 2001, o álbum atingiu a posição de número um.
Mais tarde, Per e Kreuger co-escreveram e co-produziram canções para os finalistas do programa britânico Pop Idol. Seu vencedor Will Young lançou o duplo lado A "Anything is Possible/Evergreen" em fevereiro de 2002. A canção estabeleceu um recorde ao tornar-se o single de estreia com a venda mais rápida em seu primeiro dia de lançamento, bem como em sua primeira semana. O segundo colocado do programa, Gareth Gates, também gravou "Evergreen", que foi incluído em seu primeiro single, lançado em março do mesmo ano, estabelecendo a canção em número 1 por 4 semanas. Em 14 de julho, Gates lançou o single "Anyone of Us (Stupid Mistake)". A canção também foi co-escrita e produzida por Per e Kreuger, passou três semanas no primeiro lugar. Esta foi a quinta canção da dupla a tingir o topo da parada de singles do Reino Unido.
Em 2004, Per e sua dupla de composição, participou do álbum de estreia autointitulado do grupo vocal multinacional Il Divo, produzindo 4 faixas, incluindo o single "Nella Fantasia". O álbum atingiu a posição de número um no Reino Unido e posicionou-se em número 4 pela parada Billboard 200 nos Estados Unidos no ano de 2005. Ainda em 2005, a cantora canadense Céline Dion lançou sua primeira compilação francesa intitulada On Ne Changes Pas, incluindo três novas canções. Per e Kreuger co-escreveram e produziram "I Believe in You", um dueto com Il Divo. O álbum de Dion foi lançado em 3 de outubro e alcançou o número 1 no Canadá, Bélgica e França, onde manteve a posição por sete semanas seguidas.
No mês de dezembro, o cantor britânico Shayne Ward sagrou-se vencedor do talent show The X Factor e lançou a canção "That's My Goal" de produção de Per e Kreuger, quatro dias depois do encerramento do programa. A canção figurou no top 4 de singles mais vendidos no Reino Unido de todos os tempos. Nos anos seguintes, Per em companhia de Kreuger, continuou a produzir canções para o grupo II Divo para seus álbuns Ancora (2005) e Siempre (2006). 

### 2006–presente: Mais colaborações de produção musical
Em dezembro de 2006, a cantora britânica Leona Lewis foi a vencedora da terceira temporada do programa The X Factor, ela então foi aos Estados Unidos a fim de produzir seu álbum de estreia, que contou com a faixa "Footprints in the Sand", escrita por Per em conjunto com Kreuger e Richard Page, lançada como seu terceiro single no Reino Unido e do duplo lado lado A com "Better in Time". 
Em julho de 2007, foi lançado One Chance, primeiro álbum do tenor britânico Paul Potts, bem como o quinto álbum de estúdio da cantora galesa Katherine Jenkins, Rejoice, ambos com canções produzidas por Per em parceria com Kreuger. O qual One Chance atingiu o topo da parada de álbuns de nove países, incluindo o Reino Unido e Rejoice alcançou a posição de número 3 no Reino unido.